# Elisabethiella
Elisabethiella is een geslacht van vliesvleugeligen uit de familie vijgenwespen (Agaonidae). De wetenschappelijke naam van dit geslacht is voor het eerst geldig gepubliceerd in 1928 door Grandi.

## Soorten
Het geslacht Elisabethiella omvat de volgende soorten:
- Elisabethiella allotriozoonoides (Grandi, 1916)
- Elisabethiella articulata (Joseph, 1959)
- Elisabethiella baijnathi Wiebes, 1989
- Elisabethiella bergi Wiebes, 1989
- Elisabethiella comptoni Wiebes, 1989
- Elisabethiella enriquesi (Grandi, 1916)
- Elisabethiella glumosae Wiebes, 1989
- Elisabethiella hilli Wiebes, 1989
- Elisabethiella longiscapa Wiebes, 1986
- Elisabethiella pectinata (Joseph, 1959)
- Elisabethiella platyscapa Wiebes, 1989
- Elisabethiella reflexa Wiebes, 1975
- Elisabethiella socotrensis (Mayr, 1885)
- Elisabethiella stueckenbergi (Grandi, 1955)